# Austauschpfändung (Deutschland)
Von der Austauschpfändung wird gesprochen, wenn das Vollstreckungsgericht die Pfändung einer an sich unpfändbaren Sache zulässt unter der Voraussetzung, dass der Gläubiger dem Schuldner vor der Wegnahme der Sache ein Ersatzstück, das dem geschützten Verwendungszweck genügt, oder den zur Beschaffung eines solchen Ersatzstückes erforderlichen Geldbetrag überlässt (§ 811a ZPO).
Bei der Vorwegpfändung wird die an sich unpfändbare Sache dagegen im Gewahrsam des Schuldners belassen.

## Beispiel
Obwohl Fernsehgeräte und Armbanduhren dem Grunde nach unpfändbar (§ 811 ZPO) sind, könnte man sich z. B. vorstellen, dass das teure Ultra-HD-Fernsehgerät mit großem Bildschirm oder eine Armbanduhr der Marke Rolex dem Schuldner im Wege der Zwangsvollstreckung weggenommen wird. Da im Grundsatz aber ein Fernsehgerät bzw. eine Armbanduhr dem Schuldner verbleiben muss, wird ihm – im Austausch – ein deutlich preiswerteres Fernsehgerät oder eine preiswertere Armbanduhr überlassen. Die ausgetauschten Gegenstände werden Eigentum des Schuldners.
| Gepfändeter Gegenstand                      | Wert    | Ausgetauschter Gegenstand        | Wert  | Gewinn für den Gläubiger |
| ------------------------------------------- | ------- | -------------------------------- | ----- | ------------------------ |
| Ultra-HD-Fernsehgerät mit großem Bildschirm | 1.800 € | normales, kleineres Fernsehgerät | 150 € | 1.650 €                  |
| Rolex                                       | 6.000 € | Swatch                           | 30 €  | 5.970 €                  |
| HiFi-Anlage                                 | 1.000 € | normales Radiogerät              | 25 €  | 975 €                    |

Die Austauschpfändung eines Kraftfahrzeugs, das zur Fortführung einer Erwerbstätigkeit benötigt wird, ist nur dann zulässig, wenn das Ersatzstück eine annähernd gleiche Haltbarkeit und Lebensdauer aufweist. Ist das Ersatzstück deutlich älter und hat Mängel wie Rost und abgefahrene Reifen, ist dies in der Regel nicht gegeben.

## Abwicklung der Austauschpfändung
Über die Zulässigkeit der Austauschpfändung entscheidet das Vollstreckungsgericht auf Antrag des Gläubigers durch Beschluss. Bei Vollstreckungen im öffentlich-rechtlichen Bereich tritt an die Stelle des Vollstreckungsgerichts die Vollstreckungsbehörde. Dem Gerichtsvollzieher ist eine vorläufige Austauschpfändung auch ohne vorherige Zustimmung des Vollstreckungsgerichts möglich, wenn nach Lage der Dinge die Zustimmung des Vollstreckungsgerichts zu erwarten ist. Der Gläubiger muss den Antrag über die Zulässigkeit der Austauschpfändung binnen zwei Wochen nach Benachrichtigung von der Pfändung nachholen (§ 811b Abs. 2 ZPO).
Der Austausch wird im Regelfall Zug um Zug geschehen. Der Gläubiger muss insofern an der Austauschpfändung mitwirken, als er die dem Schuldner zu überlassenden Gegenstände zur Verfügung stellen muss. Dies kann auch durch Zahlung des entsprechenden Geldbetrages geschehen.